# Артемьево (Тутаевский район)
В Ярославской области есть ещё одна деревня Артемьево, в Мышкинском районе.
Артемьево — деревня Артемьевского сельского округа Артемьевского сельского поселения Тутаевского района Ярославской области . Сельский округ носит традиционное название по находившемуся здесь ранее сельскому совету , но администрация округа размещается не здесь а в деревне Емишево, ближе к Тутаеву. В деревне в 2007-2008 построена небольшая церковь Рождества Христова, стоящая на возвышенности над рекой Эдомой 

## География
Деревня находится на западе сельского поселения, к северо-западу от Тутаева. Она расположена с обеих сторон федеральной трассы Р151 Ярославль—Рыбинск, при пересечении с рекой Эдома. Деревня стоит на правом восточном высоком и обрывистом берегу реки, которая протекает в глубокой долине. Большая часть деревни находится к юго-западу от трассы, выше моста по течению Эдомы. Устье реки находится на расстоянии около 2 км к северу. По правому берегу от деревни до устья расположен лес. На противоположном берегу реки, между автомобильной трассой и устьем Эдомы (берегом Волги) стоят деревни Большое и Малое Титовскоее. Также на противоположном левом берегу, но с юго-западной стороны от трассы стоит деревня Рождественное. В стону Тутаева по федеральной трассе практически вплотную расположена деревня Лазарцево. На южной окраине деревни есть геодезический знак с высотой 139,6 м 
Долина реки Эдома является одной из основных пейзажных достопримечательностей района. Здесь сформировалисьь живописные картины самосевных насаждений, которые  органично чередуются с участками пойменных лугов. В перечень «Особо охраняемых природных территориях Ярославской области», утверждённый постановлением Администрации Ярославской области от 21.01.2005г. №8  включена долина реки Эдома от автомобильного моста до устья, то есть от деревни Артемьево до устья .

## Население
На 1 января 2007 года в деревне Артемьево числилось 56 постоянных жителей . По карте 1975 г. в деревне жило 26 человек. Деревню обслуживает два почтовых отделения, находящихсяся в городе Тутаев. Почтовое отделение Тутаев обслуживает 76 домов на улице Лесная. Почтовое отделение Тутаев-3 обслуживает дома на улицах: Полевая (6 домов), Центральная (11 домов), Дорожная (10 домов) .

## История
Деревня Артемьева указана на плане Генерального межевания Борисоглебского уезда 1792 года. В 1825 Борисоглебский уезд был объединён с Романовским уездом. По сведениям 1859 года деревня относилась к Романово-Борисоглебскому уезду.
В годы Советской власти Артемьево было волостным центром, затем центром сельсовета. Артемьевский волостной исполком был создан в 1918 году.. В 1924 году создан Артемьевский сельский совет во главе с Артемьево.